# ごしょつがる農業協同組合
ごしょつがる農業協同組合（ごしょつがるのうぎょうきょうどうくみあい）は、青森県五所川原市に本店を置く農業協同組合。略称JAごしょつがる。

## 沿革
- 2009年7月1日 - ごしょがわら市・木造町の2農協が新設合併し、ごしょつがる農業協同組合が発足。統一金融機関コードは旧：JAごしょがわら市の『3442』を継承。

## 店舗
（2010年3月31日現在）
五所川原市
- 本店 - 野里奥野100
- 北支店 - 沖飯詰帯刀364-4
- 三好支店 - 鶴ヶ岡川袋38-4
- 五所川原支店 - 川端町11-7
- 七和支店 - 持子沢笠野前235-3

つがる市
- 木造支店 - 木造森山3-2

## 主な作物
- 米
- りんご
- ツクネイモ
- メロン　など。

## 発足までの経緯
JA青森中央会が将来の『県内5農協構想』を打ち出しており、このうちの五所川原・つがる地区では、2007年4月に、当該地区に8つあった農協のうち、JAごしょがわら市・JA木造町を除く6農協が合併してJAつがるにしきたが発足された。なお、JAごしょがわら市では当初、その合併協議に参加していたが、欠損金解消法をめぐる対立で離脱し、またJA木造町では当初からその合併協議には参加しなかった。
その後、2007年6月にごしょがわら市・木造町の2農協が合併研究会を設立。主な作物としては米に加え、五所川原地区ではリンゴやツクネイモなど、木造地区ではメロンや野菜などでそれぞれ力を入れており、経営基盤強化に向けての相乗効果を発揮できる合併のあり方について協議が進められていた。
そして2008年6月に両農協との合併促進協議会を立ち上げ、その間に新JAの名称や役員定数などの協議を重ね、2009年2月6日に合併予備契約の調印を行い、同年2月25日の両農協の臨時総会でそれぞれ合併・設立を承認し、同年7月1日に当農協が誕生した。